# Холгер Нилсен
Холгер Нилсен (дан. Holger Nielsen; Копенхаген, 18. децембар 1866 — Хелеруп, 26. јануара 1955) је дански спортиста који је освојио три медаље на првим Олимпијским играма 1896. у Атини. Такмичио се у три спорта и у шест спортских дисциплина.
Такмичио се у мачевању у дисциплини сабља. Заузео је треће место у конкуренцији пет такмичара. Победио је Адолфа Шмала и Јоргоса Јатридиса, а изгубио је од Телемахоса Каракалоса и Јоаниса Јоргидиса.
У стрељаштву се такмичио у четири од пет дисциплина. Друго место је освојио у дисциплини пиштољ слободног избора. Злато је припало Американцу Самнеру Пејну а бронза Грку Јоанису Франгудису. Бронзу је освојио у дисциплини пиштољ брза паљба. Прва два места су припала Грцима Јоанису Франгудису и Јоргосу Орфанидису. Још је наступао и у дисциплинама војнички пиштољ, где је завршио као пети, и војничка пушка, у којој је одустао после две серије.
Такође се такмичио и у бацању диска. Његов резултат није остао забележен. Познато је само да није био један од четворице првопласираних, већ је био у групи такмичара који су поделили пласман од петог до деветог места.